# Велкоски, Виктор
Виктор Велкоски (макед. Viktor Velkoski; род. 14 ноября 1995, Скопье) — северомакедонский футболист, защитник.

## Карьера
Футбольную карьеру начинал в составе клуба «Пелистер». 1 марта 2015 года в матче против клуба «Брегалница» Штип дебютировал в чемпионате Северной Македонии.
9 февраля 2018 года стал игроком северомакедонского клуба «Победа».
25 августа 2021 года перешёл в албанский клуб «Лачи». 3 октября 2021 года в матче против клуба «Тирана» дебютировал в албанской Суперлиге.
1 июля 2023 года подписал контракт с клубом «Брегалница» Штип.

## Достижения
«Вардар»
- Чемпион Северной Македонии: 2016/17

«Лачи»
- Серебряный призёр чемпионата Албании: 2021/22
- Финалист Кубка Албании: 2021/22

## Клубная статистика
| Игровая карьера | Игровая карьера   | Игровая карьера | Лига | Лига | Кубок | Кубок | Межд. | Межд. | Др. | Др. |
| --------------- | ----------------- | --------------- | ---- | ---- | ----- | ----- | ----- | ----- | --- | --- |
| 2019/20         | Работнички        | А               | 19   | 2    | 2     | 0     | —     | —     | —   | —   |
| 2020/21         | Вардар            | А               | 33   | 0    | —     | —     | —     | —     | —   | —   |
| 2021/22         | Лачи              | А               | 22   | 0    | 9     | 0     | —     | —     | —   | —   |
| 2022/23         | Лачи              | А               | 33   | 1    | 5     | 0     | 4     | 0     | —   | —   |
| 2023/24         | Брегалница (Штип) | А               | 12   | 3    | 1     | 0     | —     | —     | —   | —   |